# Pernilla Ljungbergh
Anna Pernilla Ljungbergh, född 15 november 1967, är en svensk företagsledare och VD för NY Collective. Sedan mars 2016 är hon även den första kvinnliga styrelseledamoten i Jönköping Södra IF:s historia.  
Pernilla är uppvuxen i Bankeryd i en familj med två bröder. Under sin uppväxt spelade hon handboll i IF Hallby HK. Efter att hon avslutat sin utbildning som civilekonom vid Jönköping University bosatte Pernilla sig i Stockholm. Efter en period i Stockholm flyttade Pernilla tillbaka till Jönköping och tog 2001 positionen som ekonomichef i företaget som då hette Ny Reklam, idag NY Collective. 15 år senare lämnade Anders Nyström över VD-skapet till Pernilla och hon sen dess stannat på positionen i företaget.
Under sitt engagemang i IF Hallby FK blev Pernilla utnämnd till Årets Kvinnliga Ledare av Smålands Fotbollsförbund år 2012. Tillsammans med Mikael Johansson, Öxnehaga IF, och Charlotta Göransson, Jönköpings Energi, har Pernilla även varit med och grundat High5Cup, som nu är Jönköpings största fotbollsturnering för femteklassare. Vidare blev hon första kvinnliga styrelseledamoten i Jönköpings Södra IF i mars 2016.